# Ванюшкин, Александр Евгеньевич
Александр Евгеньевич Ванюшкин (род. 2 марта 1962, Минск) — советский и белорусский футболист, полузащитник, защитник, белорусский тренер.

## Биография
В 1980—1983 годах играл за дубль «Динамо» Минск. За главную команду провёл один матч — в чемпионском сезоне 1982 года 1 июня в гостевой игре против днепропетровского «Днепра» вышел на последней минуте вместо Гоцманова. Летом 1983 года перешёл в могилёвский «Днепр», с которым в том же году вылетел во вторую лигу, где играл до 1991 года. В сезонах 1991/92 — 1992/93 играл за польский клуб «Арка» Гдыня. В сезонах 1993/94 — 1994/95 выступал в чемпионате Белоруссии за «Днепр» Могилёв, завершил карьеру в 1995 году в команде третьей лиги «Смена» Минск.
Работал тренером в командах «Динамо» Минск, «Крумкачи» (до октября 2016), «Крумкачи»-д (с августа 2017), в команде U-18 клуба «Смолевичи» (до марта 2021). Перед сезоном 2021 года стал главным тренером команды второй лиги «Смолевичи».